# Мариан Билалов
Мариан Стоянов Билалов е български полицай, старши комисар, заместник-директор на Столична дирекция на вътрешните работи (СДВР).

## Биография
Роден е на 12 май 1962 г. в София. От 1984 до 1989 г. учи във Висшата специална школа „Георги Димитров“ - МВР (днес Академия на МВР).
Роден на 12.05.1962 г. в гр. София. Започва работа като оперативен работник в 4 РПУ на СДВР. След това е следовател в следствения отдел. В отделни периоди е оперативен работник в сектор „Противодействие на криминалната престъпност“ на същото 4 РПУ, а след това оперативен работник в служба „Национална сигурност“ към СДВР. Последователно е началник на сектор и заместник-началник на Направление „Икономическа полиция“, началник на отдел „Икономическа полиция“ – СДВР. От 27 април 2018 г. е заместник-директор на СДВР..